# 서평석
서평석(1948년 3월 28일 ~ )은 대한민국의 배우이다.

## 출연작

### 영화
- 1974년 《아내들의 행진》... 공비 역
- 1974년 《속 돌아온 외다리》... 기무라의 부하 역
- 1975년 《미스염의 순정시절》... 불량배 역
- 1975년 《파라문》... 한국 청년 역
- 1976년 《해뜰날》... 석호의 부하 역
- 1976년 《사대문파》... 무사중 역
- 1976년 《악충》... 조총련 행동대원 역
- 1976년 《여수 407호 속》... 낭인 역
- 1976년 《속 비밀객》... 부하 역
- 1976년 《악인이여 지옥행 열차를 타라》... 후지하라의 부하 역
- 1976년 《판문점 도끼살인》
- 1976년 《내갈길을 묻지마》... 태아밍의 부하 역
- 1976년 《설중매》... 진천의 부하 역
- 1976년 《검은 띠의 후계자》... 조총련 행동대원 역
- 1976년 《낙동강은 흐르는가》
- 1977년 《대의》... 청년단원 역
- 1977년 《초분》... 마을 사람 역
- 1977년 《비룡문》... 조총련 역
- 1977년 《정무문 속》... 낭인 역
- 1978년 《날으는 일지매》... 마달피의 부하 역
- 1978년 《사대통의문》... 무사 역
- 1978년 《십이대천왕》
- 1978년 《판문점 미류나무 작전》
- 1978년 《소림통천문》
- 1978년 《소림사 흑표》... 지겸의 부하 역
- 1978년 《상록수》... 농우회원 역
- 1978년 《달마신공》... 부하 역
- 1978년 《특명 8호》... 괴뢰병 역
- 1978년 《소림사 목련도사》... 황백의 부하 역
- 1979년 《시라소니》... 고바야시의 부하 역
- 1979년 《지옥의 49일》... 순태 역
- 1979년 《동백꽃 신사》... 부하 역
- 1979년 《물도리 동》... 동리사람 역
- 1980년 《돌아온 용쟁호투》... 마등 역
- 1980년 《인무가인》... 무사 역
- 1980년 《요》
- 1980년 《팔불출》
- 1980년 《최후의 증인》... 풍산서 형사 역
- 1981년 《팔대취권》... 사무라이 역
- 1981년 《천용란》... 모리의 부하 역
- 1981년 《두 아들》
- 1982년 《82 바보들의 청춘》
- 1982년 《종로 부루스》
- 1982년 《아벤고 공수군단》... 북괴군 3 역
- 1982년 《관속의 드라큐라》... 도둑 2 역
- 1983년 《이 한몸 돌이 되어》
- 1983년 《밤이 무너질 때》
- 1983년《여인잔혹사 물레야 물레야》
- 1983년 《불새의 늪》
- 1983년 《일송정 푸른솔은》... 신입병사 역
- 1983년 《정념의 갈매기》
- 1983년 《이상한 관계》
- 1984년 《악녀의 밀실》
- 1984년 《88 짝꿍들》
- 1984년 《장남》
- 1984년 《가고파》
- 1984년 《나는 다시 살고 싶다》
- 1985년 《돌아이》
- 1986년 《내시》
- 1986년 《황진이》... 상인 역
- 1986년 《변강쇠》.... 머슴 1 역
- 1986년 《뽕》
- 1987년 《연산군》
- 1987년 《은하에서 온 별똥왕자》... 어린이들 역
- 1987년 《성춘향》
- 1988년 《소금장수》
- 1988년 《욕》
- 1988년 《안개 도시》... 후론트 직원 역
- 1988년 《회장님, 우리 회장님》... 간부 4 역
- 1988년 《둥지속의 철새》
- 1989년 《블루 하트》
- 1989년 《들병이》
- 1989년 《새벽을 깨우리로다》
- 1989년 《죄없는 병사들》
- 1989년 《그후로도 오랫동안》
- 1989년 《달아난 말》
- 1989년 《서울텍사스 서울공주》
- 1989년 《매화방 천둥불》
- 1990년 《영구와 땡칠이 3 - 영구 람보》
- 1990년 《언제나 그 자리에》
- 1990년 《어느 모델의 사랑》
- 1990년 《매춘시대》
- 1990년 《화대》
- 1990년 《단지 그대가 여자라는 이유만으로》
- 1990년 《용감한 사람들》
- 1990년 《가보면 알꺼야》... 사내 1 역
- 1991년 《젊은 날의 초상》... 사내 역
- 1991년 《열 아홉의 절망 끝에 부르는 하나의 사랑 노래》.... 형사 역
- 1991년 《갈마》... 신랑 역
- 1991년 《아르바이트 여자》
- 1991년 《후리꾼》
- 1991년 《미아리 텍사스》
- 1991년 《오엑스》
- 1991년 《개벽》... 향리 역
- 1991년 《사랑과 죽음의 메아리》... 좌익 1 역
- 1991년 《애마부인 5》
- 1991년 《밥만 먹고 못살아》... 형사 역
- 1991년 《오늘 같이 좋은 날》... 소매치기 역
- 1991년 《외길가게 하소서》
- 1991년 《경마장 가는 길》... R의 사촌형 역
- 1992년 《섬강에서 하늘까지》... 승객 역
- 1992년 《새알각하》
- 1992년 《겨울만가》
- 1992년 《서울의 달빛》
- 1992년 《고독한 실력자》
- 1992년 《캉캉 69》
- 1992년 《이별아닌 이별》
- 1992년 《돈황제》... 노조참모 2 역
- 1992년 《겨울연가》
- 1993년 《영구 홀로 집에 2》
- 1993년 《맹구형사와 드래곤 파이터》
- 1993년 《여자의 시대는 끝나지 않는다》
- 1993년 《오렌지나라》... 최교수 역
- 1993년 《오사카의 푸른 밤》
- 1993년 《여자의 일생》
- 1993년 《살어리랏다》... 양반 역
- 1993년 《투캅스》... 노점상 역
- 1994년 《매춘 4》
- 1994년 《유혹의 샘》
- 1994년 《태백산맥》
- 1995년 《매춘 5》... 일본 남 역
- 1995년 《애마와 백수건달》... 장사치 역
- 1995년 《서울 미란다》
- 1995년 《여자일기》
- 1995년 《애마와 변강쇠》... 농부 3 역
- 1995년 《헬로우 변강쇠》
- 1995년 《해병 묵시록》
- 1995년 《에로틱 걸》
- 1995년 《검은 휘파람 2》
- 1996년 《미아리 텍사스 2》... 코치 역
- 1996년 《학생부군신위》... 찬길 친구 역
- 1996년 《나에게 받은 흔적》
- 1996년 《투캅스 2》... 사장 역
- 1996년 《알바트로스》... 남죄수 1 역
- 1996년 《정사 파노라마》
- 1998년 《투캅스 3》... 서 사장 역
- 2001년 《건달의 법칙》
- 2002년 《아리랑》... 덕구 아범 역